# Мейлутите, Рута
Ру́та Мейлути́те (лит. Rūta Meilutytė; род. 19 марта 1997, Каунас) — литовская пловчиха, олимпийская чемпионка (2012) и 6-кратная чемпионка мира (2013, 2022, 2023, 2024, 2025) на дистанциях 50 и 100 метров брассом, 5-кратная чемпионка мира на короткой воде, многократная чемпионка Европы. Рекордсменка мира на дистанции 50 метров брассом в 25-метровом и 50-метровом бассейнах и 100 метров брассом в 25-метровом бассейне. Единственная обладательница медали Олимпийских игр в плавании в истории Литвы.
Закончила карьеру в 2019 году после пропуска трёх допинг-тестов. В 2021 году вернулась в плавание.
Жила и тренировалась в Великобритании. Сейчас живёт в Каунасе, обучается в Университете Витовта Великого.

## Биография
Начала заниматься плаванием в 5 лет у тренера Гедрюса Мартинёниса.
С 2002 года живёт и тренируется в Великобритании, в городе Плимут. Тренируется под руководством Джона Руда.

### Летние Олимпийские игры 2012

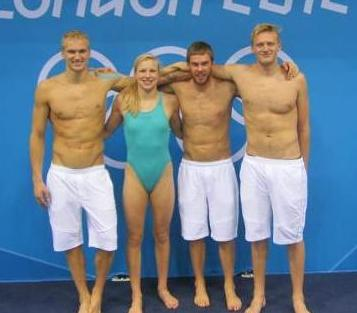
Рута вместе с другими литовскими пловцами на Олимпийских играх 2012 в Лондоне

На Играх 15-летняя Мейлутите была в числе самых молодых спортсменок, она приняла участие в трёх дисциплинах, на которых побеждала в рамках Европейского юношеского летнего олимпийского фестиваля в 2011 году: на дистанциях 50 и 100 метров вольным стилем пловчиха закончила соревнования в предварительных заплывах став, соответственно, 26-й и 29-й, при этом на 50 метровой дистанции она установила национальный рекорд. На дистанции 100 метров брассом в предварительных заплывах спортсменка показала лучшее время, попутно установив национальный рекорд, а в полуфинале установила новый рекорд Европы 1:05.21. В финале Мейлутите одержала победу, став первой литовской пловчихой, завоевавшей медаль Олимпийских игр, а также самой молодой олимпийской чемпионкой в плавании за последние 16 лет.

### Завершение профессиональной карьеры и возвращение
22 мая 2019 года объявила о завершении профессиональной карьеры, после того как было начато разбирательство о пропуске трёх допинг-тестов, грозивших ей дисквалификацией на срок до двух лет.
В 2021 году вернулась в плавание. На чемпионате мира 2022 года в Будапеште 25-летняя Рута завоевала бронзу на дистанции 100 метров брассом с результатом 1:06.02, проиграв чемпионке Бенедетте Пилато всего 0,09 секунд. Через несколько дней выиграла золото на дистанции 50 метров брассом, став чемпионкой мира спустя 9 лет.
На чемпионате мира 2023 года в Фукуоке выиграла две золотые медали на дистанциях 50 и 100 метров брассом. На дистанции 50 метров брассом в полуфинале повторила мировой рекорд Бенедетты Пилато (29,30), а в финале проплыла ещё быстрее — 29,16.
В 2024 году в Дохе выиграла золото на дистанции 50 метров брассом на третьем чемпионате мира подряд. В финале Рута проплыла за 29,40. На дистанции 100 метров брассом Мейлутите заняла 17-е место в предварительных заплывах (1:07.79) и не попала в полуфинал.

## Семья
Отец — Саулюс Мейлутис. Мать Ингрида погибла в ДТП в 2001 году в возрасте 34 лет. Через год после трагедии отец переехал в Плимут, где устроился на работу медбратом. Он чувствовал, что в дочери есть талант к плаванию и отдал дочь в плавательный клуб Plymouth Leander — один из ведущих клубов Великобритании.
У Руты есть два старших брата — Маргирис и Миндаугас.

## Награды
- Большой командорский крест ордена Великого князя Литовского Гядиминаса (2 октября 2018 года)[7]
- Большой командорский крест ордена «За заслуги перед Литвой» (8 августа 2012 года)[8][9]
- В 2012 году на конкурсе, организованном порталом DELFI и журналом Valstybė, была признана Человеком года[10].